# 泰尔奇
泰尔奇（捷克語：Telč，捷克語發音：[tɛltʃ]）是捷克共和国摩拉维亚南部的一个城镇，靠近伊赫拉瓦，包括水城堡，一个巨大的广场和保存完好的文艺复兴房屋；1992年被列为世界遗产。
城堡的创建者是赫拉德茨的撒迦利亚，广场以他命名。
泰尔奇创建于14世纪中叶，古罗马式样的圣灵塔楼证明此地已经有居民点。城墙和圣母圣天教堂为哥特式。

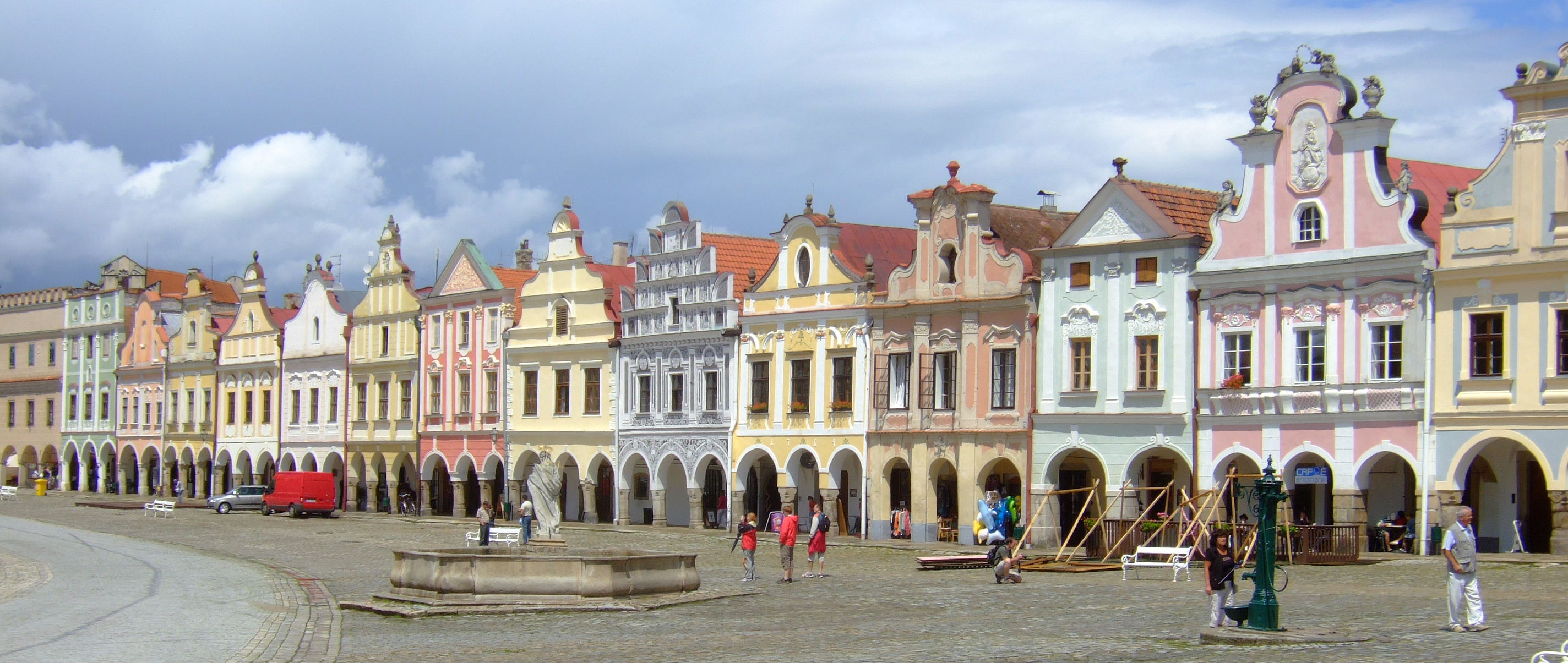
市集广场上的巴洛克建筑

1945年以前，此地以说德语居民为主。